# Ефименко, Сергей Петрович
Сергей Петрович Ефименко (26 января 1930 года, Мариуполь, Украина — 13 августа 2004 года, Москва) — учёный-металлург в области чёрной металлургии и металловедения, член-корреспондент АН СССР, лауреат Государственной премии СССР (1984).

## Биография
Сергей Петрович Ефименко родился в 1930 году в семье рабочего и радистки завода. После окончаия металлургического техникума поступил в институт.
- 1954 — Окончил Ждановский металлургический институт, направлен в аспирантуру на каяфедру прокатного производства.
- С 1955 года - на освобожденной комсомольской и партийной работе.
- 1975 — директор Донецкого металлургического завода.
- 1984 — лауреат Государственной премии СССР.
- 1990 — Член-корреспондент АН СССР[2],
- 1991 — Член-корреспондент РАН[3].

Скончался после тяжелой болезни 13 августа 2004 года (по другим данным, в августе 2002 года). Похоронен в Москве, на Даниловском кладбище.

## Научная деятельность
Сергей Петрович — автор трудов по физико-химическим принципам получения сталей; особое внимание уделялось получению сталей с содержанием азота выше границ растворимости азота в жидкой фазе.